# Persepam Madura Utama
El Persepam Madura Utama, conocido también como Madura Utama, es un equipo de Fútbol de Indonesia que juega en la Liga 3 de Indonesia, la tercera categoría nacional.

## Historia
Fue fundado en el año 1970 en el poblado de Pamekasan en la provincia de Java Oriental como Persepam Madura United y pasó en las ligas regionales durante la época del fútbol aficionado.
En la temporada 2012/13 juega por primera vez en la Liga Indonesia luego de haber terminado en tercer lugar de la segunda categoría, donde jugó dos temporadas hasta que desciende en la temporada 2014. Al año siguiente cambia su nombre por el que tiene actualmente.